# Sam Bowers
Samuel Holloway „Sam“ Bowers (* 25. August 1924; † 5. November 2006) war Grand Wizard der White Knights of the Ku Klux Klan im Bundesstaat Mississippi während der amerikanischen Bürgerrechtsbewegung (1955–1968). 
Er plante den Mord an drei Bürgerrechtlern (Mississippi-Bürgerrechtsaktivistenmord) in Neshoba, Mississippi im Jahre 1964 und er plante 1966 die Ermordung Vernon Dahmers in Hattiesburg, Mississippi. Da sich der Staat Mississippi weigerte, Bowers wegen Mordes anzuklagen, konnte er nur vor einem Bundesgericht wegen Verletzung der Bürgerrechte angeklagt werden. Diese Vorgehensweise war in den Südstaaten üblich, so dass Weiße für Morde an Schwarzen deutlich geringere Strafen bekommen konnten, als Schwarze für Morde an Weißen. Bowers bekam für die Planung des ersten Anschlags sechs Jahre Haft. Für das Mordkomplott gegen Dahmer wurde er in den 1960er Jahren zwar angeklagt, aber nicht verurteilt. Erst in den 1990er Jahren wurde er deswegen zu lebenslanger Haft verurteilt. Er starb nach acht Jahren Gefängnis 82-jährig in Haft. Die größte Zeit seines Lebens hatte er in Freiheit verbracht.

## Frühes Leben
Bowers wurde in New Orleans, Louisiana als Sohn von Sam Bowers Sr. und Evangeline Peyton geboren. Sein Großvater mütterlicherseits war Plantagenbesitzer gewesen und hatte ein Bild von Farbigen als Menschen zweiter Klasse. Sein Großvater väterlicherseits Eaton J. Bowers war Politiker. Dieser Großvater war ein energischer Rassist, der sich gegen die Gleichbehandlung von Farbigen aussprach und so seine Familie beeinflusste. In einer Rede vor dem U. S. House of Representatives im Jahre 1904 sagte er Folgendes:

“Let me say to the gentleman from Massachusetts that it is evident that we have at least two theories as to how the negro should be dealt with. One may be termed his idea of the development by higher education, social equality, and the like, while the other might be dominated [sic] the Southern idea of the absolute segregation of the two races, the fitting the negro for that sphere and station which, based upon an experience born of more than a century’s knowledge of him as a slave and nearly forty years’ experience with him as a freedman, we believe he can acceptably and worthily fill, with absolute denial of social intercourse and with every restriction on his participation in political affairs and government that is permissible under the Federal Constitution. […] The restriction of suffrage was the wisest statesmanship ever exhibited in that proud Commonwealth. […] We have disfranchised not only the ignorant and vicious black, but the ignorant and vicious white as well ….”

„Lassen Sie mich dem Herrn aus Massachusetts sagen, dass es zwei Theorien gibt, wie der Neger behandelt werden sollte. Eine hängt der Idee nach, dass man eine Entwicklung durch höhere Erziehung und soziale Gleichheit erreichen könnte, während es die Vorstellung der Südstaatler ist, dass man die absolute Rassentrennung zwischen beiden Rassen, basierend auf der Erkenntnis bezüglich des Negers von mehr als hundert Jahren als Sklaven und fast 40 Jahren als Freien, glauben wir, dass er unter Ausschluss vom politischen Leben gehalten werden sollte…der Ausschluss vom Wahlrecht war die weiseste Entscheidung in diesem stolzen Staatenbund. […] wir haben nicht nur den bösartigen und ignoranten Schwarzen, sondern auch den bösartigen und ignoranten Weißen entrechtet.“

Sam Bowers Jr. besuchte die Highschool in Jackson, Mississippi. Während des Zweiten Weltkriegs diente er in der Navy.

## White Knights of the Ku Klux Klan
Bowers war gemeinsam mit anderen weißen Rassisten aus den Südstaaten sehr beunruhigt über die Bürgerrechtsbewegung, weil sie die Rassentrennung attackierte. In der Gleichberechtigung der Schwarzen sah er den Southern way of life bedroht.
Bowers hielt den Ku-Klux-Klan für zu passiv. Am 15. Februar 1964 gründete er mit ca. 200 anderen Klansleuten in Brookhaven in Mississippi eine Untergrundorganisation innerhalb des Klans. Diese Gruppe nannte sich White Knights of the Ku Klux Klan und wollte härter und unerbittlicher zuschlagen als der eigentliche Klan. Bowers wurde zum Führer (Imperial Wizard) gewählt. Bowers schwor die anderen auf absolute Verschwiegenheit ein.

## Philosophie der White Knights
Sein Klan war eine klandestine Organisation, die im Schutze der Nacht agierte, schrieb Bowers im internen Memorandum: „Wir müssen daran denken, dass uns die Kommunisten in Straßenkämpfe verwickeln wollen, um das Kriegsrecht über uns zu verhängen.“
In einem Imperial Executive Order schrieb Bowers in einem Klanmeeting am 7. Juni 1964 Folgendes (dies wurde durch das FBI aufgezeichnet): 

„Diesen Sommer, innerhalb weniger Tage, will der Feind den Sieg hier in Mississippi erringen. Diese Offensive wird auf zwei wesentlichen Säulen bestehen:

1. Massive Straßendemonstrationen durch Schwarze, mit dem Ziel, weiße Militante zu provozieren. Das soll die Voraussetzungen für Punkt 2 schaffen:

2. Die kommunistische Führung der Bundesregierung kann dann das Kriegsrecht verhängen:

Wir müssen die offene Konfrontation vermeiden und nachts zuschlagen.“

## Gewaltserie
1964 riefen Bürgerrechtler den sogenannten „Sommer der Freiheit“ aus. Im selben Jahre wurden Charles Eddie Moore, James Chaney, Henry Hezekiah Dee, Michael Schwerner und Andrew Goodman von Klansleuten ermordet.
Im Januar 1966 musste Bowers, zusammen mit anderen Mitgliedern der White Knights of the KKK, vor dem Komitee für unamerikanische Umtriebe über Klanaktivitäten aussagen. Unter Berufung auf den 5. Zusatzartikel zur Verfassung der Vereinigten Staaten (Nemo tenetur se ipsum accusare) nannte Bowers noch nicht einmal seinen Namen.
1966 wurde Vernon Dahmer ermordet. Klansleute hatten sein Haus angezündet und auf die flüchtenden Familienmitglieder geschossen. Vernon war seinen Brandwunden erlegen. Das ehemalige White Knights-Mitglied T. Webber Rogers sagte später aus, Bowers habe den Befehl gegeben, Dahmer unter allen Umständen umzubringen. Trotz dieser Aussage wurde Bowers vor zwei rein weißen Jurys freigesprochen. Erst im August 1998 wurde Bowers nochmals angeklagt und zu lebenslanger Haft verurteilt.
Er saß seine Haft im Staatsgefängnis Mississippi State Penitentiary ab, wo er dann auch starb.